# Leptonetela rudong
Espèce
Leptonetela rudong est une espèce d'araignées aranéomorphes de la famille des Leptonetidae.

## Distribution
Cette espèce est endémique du Guangxi en Chine,. Elle se rencontre dans la grotte Rudong dans le xian de Xing'an et les grottes Gouya et Jiulong dans le xian de Guanyang.

## Description
Le mâle holotype mesure 2,12 mm et la femelle paratype 2,15 mm.

## Étymologie
Son nom d'espèce lui a été donné en référence au lieu de sa découverte, la grotte Rudong.

## Publication originale
- Wang, Xu & Li, 2017 : Integrative taxonomy of Leptonetela spiders (Araneae, Leptonetidae), with descriptions of 46 new species. Zoological Research, vol. 38, no 6, p. 321-448.